# Fundació Alfonso Comín
Fundació Alfonso Comín és una fundació creada a Barcelona el 1983, independent dels grups polítics i religiosos i que té com a objectiu publicar l'obra completa d'Alfons Carles Comín i Ros i treballar en la línia del seu compromís social, polític i religiós. Cada any concedeix el Premi Internacional Alfonso Comín i convoca seminaris, cursos, cicles de conferències i fòrums de debat per a donar una informació seriosa i contrastada sobre els problemes que afecten el món actual, oferint elements de reflexió que ajudin a crear una opinió crítica i una actitud solidària.
És membre de la Coordinadora Catalana de Fundacions i de la Federació Catalana d'Organitzacions No Governamentals pel Desenvolupament. El 2009 va rebre la Creu de Sant Jordi.
Fins al 2023, va ser presidida per Maria Lluïsa Oliveres i Sanvicens, activista antifeixista i cristiana vídua del mateix Alfonso Comín.